# Virgen del Rebollet
Rebollet es una imagen religiosa que debe su nombre a su lugar de procedencia, el poblado del Rebollet.

## Historia
Representa a la Virgen dando el pecho al niño Jesús, estas imágenes aparecen en el cristianismo español en el siglo XII en Cataluña, y a finales del XIII aparecen obras de este estilo en Valencia. La virgen aparece sentada sobre un banco con cojín apoyando el niño sobre sus rodillas y dándole el pecho izquierdo al niño, ayudándolo con su mano derecha.
La imagen permanece durante todo el año en su camerino del altar mayor de la Iglesia del Antiguo convento de Santa María del Pi, actual Iglesia del Rebollet, excepto durante las fiestas patronales del 29 de agosto al 8 se septiembre que se traslada a la iglesia parroquial.
Su datación exacta es difícil siendo aceptado por todos los historiadores como horquilla los siglos XII-XIII. El tipo de iconografía apunta más al siglo XIII, ya que en Valencia no aparecen imágenes de este tipo en el anterior, pero otros datos la sitúan en el XII. Los historiadores llegan a la conclusión de que la imagen de la Virgen fue realizada a finales del siglo XII o principios del XIII. De cualquier forma, es probablemente anterior a la conquista de Valencia (1238) y de la donación del Castillo del Rebollet al caballero Carroz (1240). El primer dato que habla del culto a la Virgen del Rebollet son del año 1270, rindiéndole culto en la Iglesia de San Nicolás en el Rebollet donde ya era costumbre sacarla en procesión ante calamidades o desgracias. También existe una gran devoción a la Virgen por parte de los olivenses existiendo desde tiempos inmemoriales una cofradía en su honor. Ya en el siglo XV-XVI constan diversas procesiones y peregrinajes por parte de las poblaciones vecinas. 
La imagen está realizada en madera de abedul. Presentando un hueco de vaciado en su parte posterior que contenía una pieza de hierro anclada con clavos y con una anilla, se desconoce su finalidad aunque se cree que era para poder mantenerla fija en alguna especie de palo o mástil durante las batallas. Con el paso de los años presentaba un estado lamentable. La pintura se había desprendido en varios sitios, presentaba insertos metálicos (como clavos), diversas capas de pintura, desprendimientos de madera, remiendos con estuco. Por lo que a principios del año 1999 fue sometida a un proceso de restauración en el Centro de Restauración de la Comunidad Valenciana. Hasta la restauración la virgen se vestía con ricos trajes, peluca y corona de plata, lo que había agravado aún más el estado de conservación por lo que se decidió que a partir de la restauración no presentase estos adornos.

## Hitos
- El 8 de marzo de 1922 es declarada patrona de Oliva por la Sagrada Congregación de Ritos tras la petición de tal concesión por parte del sacerdote D. Salvador Campos Pons y el entonces alcalde de la ciudad D. Joaquín Alemany Alemany.
- El 8 de septiembre de 1999 fue coronada canónicamente la imagen de la Virgen del Rebollet siendo plebán D. Ernesto Ribera Marí y alcalde D. Enrique J. Orquín Morell, por el arzobispo de Valencia D. Agustín García Gasco i Vicente.